# Bettina d'Andrea
Bettina d'Andrea, född i Bologna, död 1335, var en italiensk professor i juridik och filosofi vid universitetet i Padua.
Hon var dotter till Giovanni d'Andrea, professor i kanonisk lag på Bologna universitet, och syster till Novella d'Andrea. Hon undervisade vid samma universitet som sin make.